# Списак архива у Србији
Списак архива у Србији даје преглед архивских установа на територији Републике Србије. Архиви су установе одговорне за прикупљање, сређивање, чување, заштиту, обраду и омогућавање коришћења архивске грађе, која представља документарно сведочанство о историји, култури и друштвеном животу. Мрежу архива у Србији чине државни архиви, архиви аутономних покрајина, регионални историјски архиви и специјализовани архиви.

## Државни архиви Републике Србије
- Архив Србије (Београд) – централна архивска установа у Србији, основана 1898. године (почетак рада 1900). Чува архивску грађу државних органа и институција Србије од најстаријих времена до 1918. године, као и личне и породичне фондове и збирке.[1]
- Архив Југославије (Београд) – основан 1950. године, чува архивску грађу насталу радом централних државних органа и организација Краљевине Југославије (1918–1945) и социјалистичке Југославије (1945–2006), као и личне фондове истакнутих личности из тог периода.[2]

## Архиви аутономних покрајина
- Архив Војводине (Нови Сад) – централни архив за територију АП Војводине, основан 1926. године као Државна архива у Новом Саду.[3]
- Архив Косова и Метохије (Приштина, тренутно са измештеним седиштем у Нишу): Надлежан за архивску грађу са територије АП Косова и Метохије.[4]

## Регионални историјски архиви (међуопштински архиви)
У Србији постоји мрежа од 36 регионалних историјских архива који су надлежни за прикупљање, заштиту и обраду архивске грађе на територији једног или више градова и општина. Неки од њих су:
- Историјски архив Београда
- Историјски архив Новог Сада
- Историјски архив Ниша
- Историјски архив Крагујевца "Шумадија"
- Историјски архив Краљева
- Историјски архив Ужица
- Историјски архив Панчева
- Историјски архив Суботице
- Историјски архив Сремске Митровице "Срем"
- Историјски архив Зајечара "Тимочка крајина"
- Историјски архив Пожаревца
- Историјски архив Шапца
- Историјски архив Ваљева
- Историјски архив Сомбора
- Историјски архив Зрењанина
- Историјски архив Кикинде
- Историјски архив Пирота
- Историјски архив Лесковца
- Историјски архив Врања
- Историјски архив Крушевца
- Историјски архив Чачка
- Историјски архив Смедерева
- Историјски архив Новог Пазара "Рас"
- Међуопштински историјски архив Јагодине
- (и други, према адресару Архива Србије)

## Специјализовани архиви
Поред државних и регионалних архива, постоје и специјализовани архиви који чувају грађу одређених институција или специфичне врсте докумената:
- Архив САНУ (Београд): Чува архивску грађу везану за рад Академије и њених чланова, као и значајне личне фондове и збирке научника и уметника.[6]
- Архив Српске православне цркве (Сремски Карловци/Београд): Чува архивску грађу Српске православне цркве.
- Архив Југословенске кинотеке (Београд): Чува филмску грађу и документацију везану за историју филма.[7]
- Војни архив (Београд): Чува архивску грађу војног порекла.
- Архив Народне банке Србије.
- Архиви других значајних институција, попут универзитета, музеја, института.